# Limeaceae
Limeaceae es una pequeña familia de plantas dicotiledóneas dentro del orden de las cariofilales. Comprende dos géneros, Limeum y Macarthuria, y unas 23 especies que se distribuyen en el sur de África hasta Etiopía, la península arábiga, el subcontinente Indio, el sudeste asiático y Australia.
Esta familia ha sido reconocida por sistemas modernos de clasificación, como el sistema APG III de 2009. Anteriormente, los géneros que constituyen esta familia habían sido dispuestos en Molluginaceae o en Aizoaceae.

## Descripción
Son plantas herbáceas, anuales y perennes, o arbustos. Las hojas son simples y en algunas especies se reducen a escamas, dispuestas en espiral a lo largo del tallo. No presentan estípulas.
Las flores son hermafroditas. Por lo general presentan cinco sépalos libres, los pétalos pueden estar ausentes, rara vez se dispone de tres a cinco. Los filamentos de los estambres se fusionan en su base. El gineceo presenta de dos a siete carpelos fusionados en un ovario sincárpico. Cada lóculo lleva de uno a tres óvulos con placentación axilar. El fruto es una cápsula o un esquizocarpo. Las semillas pueden o no presentar arilo. La dispersión de las semillas se realiza por endozoocoria. El número cromosómico es x = 9.